# Валерија Марини
Валерија Марини (итал. Valeria Marini; Рим, Италија, 14. мај 1967) је италијанска глумица, модел и модни дизајнер.

## Биографија
Рођена у Риму, али одрасла у Каљарију, Сардинија, земљи порекла својих родитеља, Валеријин први кинематографски наступ је био 1987. године у филму Cronaca nera. Након тога дебитовала је у позоришту са комедијом I ragazzi irresistibili 1991. године. Године 1992. је дебитовала на телевизијском шоу Luna di miele. На овом програму ју је запазио редитељ Пјерфранческо Пингиторе, који је изабрао њу да замени Памелу Прати у разним телевизијским програмима. Учествовала је у неколико серија као што су Bucce di banana, Champagne, Rose rosse, Viva le italiane, Miconsenta, Barbecue.
После ових наступа, њена слава је расла у Италији, а 1997. године је била номинована да представља фестивал у Санрему.
У међувремену глумила је у неколико филмова, а током 2000-их, почела је каријеру као модни дизајнер. Године 2010. је презентер телевизијског програма I raccomandati. Никада се није удавала и нема деце. Имала је дугу везу са познатим италијанским филмским продуцентом Виторијом Чеки Горијем.

### Филмови
| Улоге Валерија Марини |              |               |       |          |
| Година                | Српски назив | Изворни назив | Улога | Напомена |
| 1987.                 |              |               |       |          |
| 1991.                 |              |               |       |          |
| 1992.                 |              |               |       |          |
| 1993.                 |              |               |       |          |
| 1996.                 |              |               |       |          |
| 1998.                 |              |               |       |          |
| 2000.                 |              |               |       |          |
| 2001.                 |              |               |       |          |
| 2004.                 |              |               |       |          |
| 2010.                 |              |               |       |          |
| 2010.                 |              |               |       |          |
| 2010.                 |              |               |       |          |
| 2011.                 |              |               |       |          |